# Nodosaria
Nodosaria es un género de foraminífero bentónico de la subfamilia Nodosariinae, de la familia Nodosariidae, de la superfamilia Nodosarioidea, del suborden Lagenina y del orden Lagenida. Su especie-tipo es Nautilus radicula. Su rango cronoestratigráfico abarca desde el Jurásico superior hasta la Actualidad.

## Clasificación
Se han descrito numerosas especies de Nodosaria. Entre las especies más interesantes o más conocidas destacan:
- Nodosaria acuminata †
- Nodosaria affinis
- Nodosaria annulata
- Nodosaria boueana
- Nodosaria chrysalis
- Nodosaria clavatus
- Nodosaria cornicula
- Nodosaria cylindracea
- Nodosaria emphysaocyta
- Nodosaria fontannesi
- Nodosaria haliensis
- Nodosaria laevigata
- Nodosaria lamnulifera
- Nodosaria latejugata
- Nodosaria longirostrata
- Nodosaria millettii
- Nodosaria nebulosa
- Nodosaria pellita
- Nodosaria profunda
- Nodosaria radicula
- Nodosaria rugosa
- Nodosaria seminuda
- Nodosaria simplex
- Nodosaria soluta
- Nodosaria striolata
- Nodosaria subannulata
- Nodosaria subantennula
- Nodosaria sublineata
- Nodosaria subpolygona
- Nodosaria subscalaris
- Nodosaria timorensis
- Nodosaria vertebralis

Un listado completo de las especies descritas en el género Nodosaria puede verse en el siguiente anexo.
En Nodosaria se han considerado los siguientes subgéneros:
- Nodosaria (Dentalina), aceptado como género Dentalina
- Nodosaria (Glandulina), aceptado como género Glandulina
- Nodosaria (Mucronina), también considerado como género Mucronina
- Nodosaria (Nodosaire), también considerado como género Nodosaire, pero considerado nomen nudum y sustituido por Nodosaria
- Nodosaria (Orthocerina), también considerado como género Orthocerina y aceptado como Chrysalidinella